# 紹斯特卡區

紹斯特卡區在蘇梅州的位置

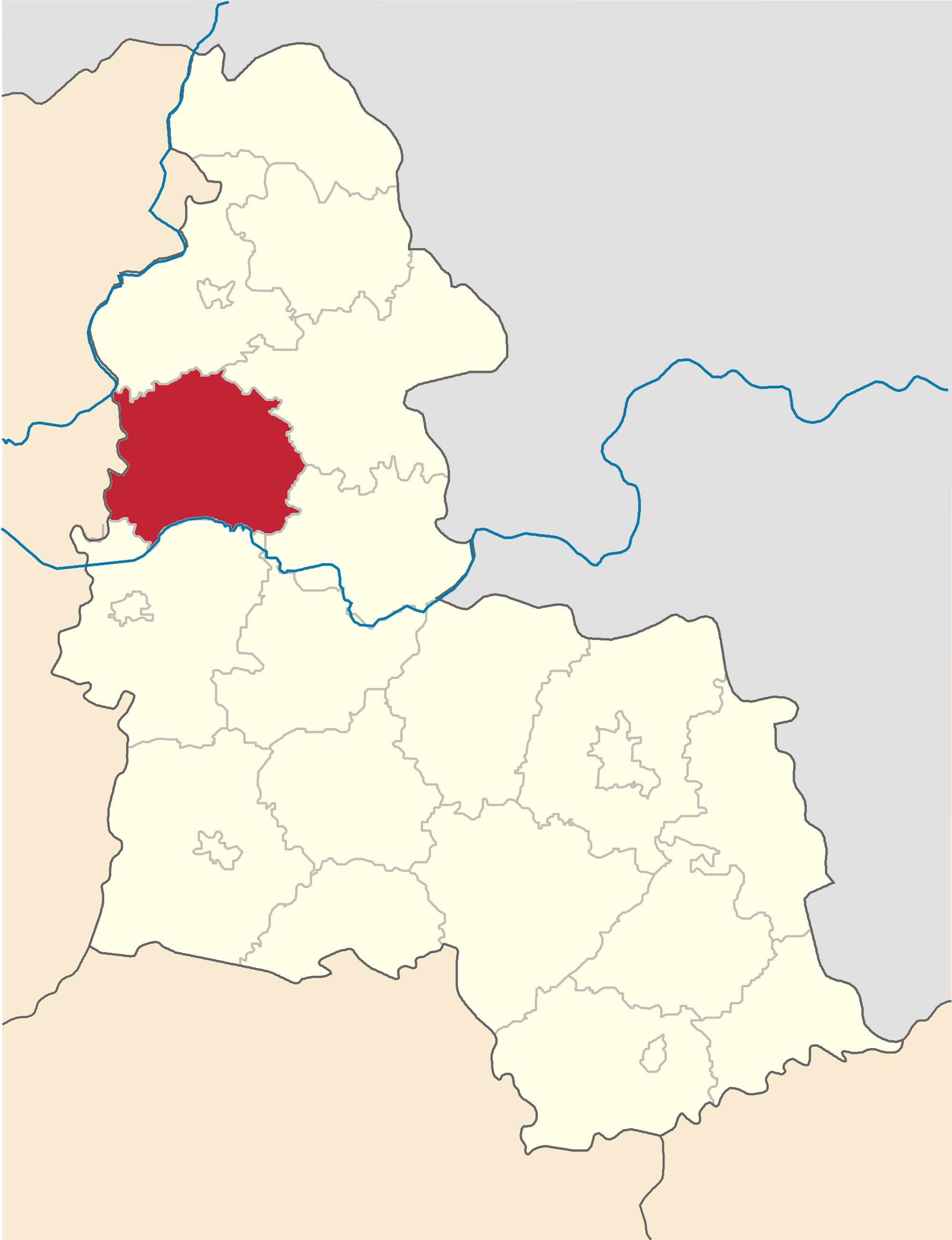
改革前紹斯特卡區在蘇梅州的位置

紹斯特卡區（烏克蘭語：Шосткинський район），是烏克蘭蘇梅州的一個區，位於該國東北部，行政中心設於紹斯特卡，2021年人口数量为182,792人。

## 历史
2020年7月18日乌克兰施行了行政区划改革，蘇梅州的区份数量减至5个，紹斯特卡區的面积显著扩大。改革前紹斯特卡區的面积为1,211平方公里，2020年人口数量为19,420人。

## 行政区划
紹斯特卡區下分为10个市镇：
- 绍斯特卡市镇
- 赫卢希夫市镇
- 德鲁日巴市镇
- 中布达市镇
- 埃斯曼市镇
- 兹诺布-诺夫霍罗茨凯市镇
- 斯韦萨市镇
- 沙雷吉诺市镇
- 扬皮尔市镇
- 贝雷扎市镇